# Kanton Contes
Der Kanton Contes ist ein französischer Wahlkreis im Département Alpes-Maritimes in der Region Provence-Alpes-Côte d’Azur. Er umfasst 20 Gemeinden im Arrondissement Nizza und hat sein bureau centralisateur in Contes. Im Rahmen der landesweiten Neuordnung der französischen Kantone wurde der Kanton im Frühjahr 2015 erheblich erweitert.

## Gemeinden
Der Kanton besteht aus 20 Gemeinden mit insgesamt 37.443 Einwohnern (Stand: 1. Januar 2022) auf einer Gesamtfläche von 807,07 km²:
| Gemeinde                 | Einwohner 1. Januar 2022 | Fläche km² | Dichte Einw./km² | Code INSEE | Postleitzahl |
| ------------------------ | ------------------------ | ---------- | ---------------- | ---------- | ------------ |
| Bendejun                 | 961                      | 6,35       | 151              | 06014      | 06390        |
| Berre-les-Alpes          | 1.234                    | 9,58       | 129              | 06015      | 06390        |
| Blausasc                 | 1.664                    | 10,21      | 163              | 06019      | 06440        |
| Breil-sur-Roya           | 2.292                    | 81,31      | 28               | 06023      | 06540        |
| Cantaron                 | 1.276                    | 7,38       | 173              | 06031      | 06340        |
| Châteauneuf-Villevieille | 985                      | 8,38       | 118              | 06039      | 06390        |
| Coaraze                  | 822                      | 17,14      | 48               | 06043      | 06390        |
| Contes                   | 7.722                    | 19,47      | 397              | 06048      | 06390        |
| Drap                     | 5.300                    | 5,54       | 957              | 06054      | 06340        |
| Fontan                   | 309                      | 49,61      | 6                | 06062      | 06540        |
| La Brigue                | 741                      | 91,77      | 8                | 06162      | 06430        |
| L’Escarène               | 2.563                    | 10,67      | 240              | 06057      | 06440        |
| Lucéram                  | 1.249                    | 65,52      | 19               | 06077      | 06440        |
| Moulinet                 | 253                      | 41,07      | 6                | 06086      | 06380        |
| Peille                   | 2.205                    | 43,16      | 51               | 06091      | 06440        |
| Peillon                  | 1.427                    | 8,70       | 164              | 06092      | 06440        |
| Saorge                   | 432                      | 86,78      | 5                | 06132      | 06540        |
| Sospel                   | 3.807                    | 62,39      | 61               | 06136      | 06380        |
| Tende                    | 1.898                    | 177,47     | 11               | 06163      | 06430        |
| Touët-de-l’Escarène      | 303                      | 4,57       | 66               | 06142      | 06440        |
| Kanton Contes            | 37.443                   | 807,07     | 46               | 0610       | –            |

Bis zur Neuordnung gehörten zum Kanton Contes die sieben Gemeinden Bendejun, Berre-les-Alpes, Cantaron, Châteauneuf-Villevieille, Coaraze, Contes und Drap. Sein Zuschnitt entsprach einer Fläche von 73,84 km2. Er besaß vor 2015 den INSEE-Code 0607.

## Politik
| Vertreter im Départementsrat | Vertreter im Départementsrat     | Vertreter im Départementsrat |
| Amtszeit                     | Namen                            | Partei                       |
| ---------------------------- | -------------------------------- | ---------------------------- |
| 1996–2015                    | Francis Tujague                  | PCF                          |
| 2015–                        | Valérie Tomasini Francis Tujague | PCF                          |